# Der Stein des Todes
Der Stein des Todes (Alternativtitel: Death Stone – Der Stein des Todes) ist ein Abenteuerfilm mit Tony Kendall, Heather Thomas und Christian Anders.

## Handlung
Kuma Cunningham und Jane Lindström sind ein verliebtes Paar. Durch Zufall finden sie einen seltsamen Stein. Kuma bittet Jane diesen Stein wegzuwerfen, der Stein würde für Unglück stehen. Am Abend besucht Jane einen örtlichen Festumzug Esala Perahera. Hier trifft sie ihre alte Freundin Ireen. Ireen ist drogensüchtig und bittet Jane um Geld. Jane gibt jedoch Ireen kein Geld und verfolgt sie. In einem alten Gebäude gerät sie in die Fänge einer Dealer-Gruppe. Der Anführer Fred spritzt Jane Heroin und vergewaltigt sie. Der Stein des Todes gelangt in die Hände der Dealer. In der Zwischenzeit hat Ireen Kuma berichtet, dass Jane in den Händen der Dealer ist. Kuma sucht die Drogenhölle auf und findet Jane tot vor. Sie ist an einer Überdosis Heroin gestorben. In einem schweren Gefecht werden Fred und die anderen Dealer getötet. Die Polizei verhaftet Kuma.
Kris Patterson ist eine der reichsten Frauen in Sri Lanka. Sie besitzt Plantagen und bewirtschaftet diese mit ihrem Freund Miguel Gomez. Sie bekommen Besuch von Kris’ Sohn Frank Patterson und ihrer Nichte Meryll Davis. Miguel Gomez leitet das Drogengeschäft. Als ein Dealer in ihr Haus kommt und Unterschlupf sucht, tötet Miguel ihn und nimmt ihm den Stein des Todes ab. Vor der Polizei behauptet er, er habe in Notwehr gehandelt. Meryll hat das Geschehen beobachtet und weiß, dass Gomez die wichtigste Figur im Drogengeschäft von Sri Lanka ist.
Kuma gelingt die Flucht auf dem Transport zum Gefängnis. Im Dschungel lernt er eine Truppe von Veteranen aus dem Vietnamkrieg kennen. Brian und Hemmingway planen einen Banküberfall auf die Bank von Kandy. Beim Überfall sind Meryll und Frank zufällig auch in der Bank. Meryll versucht Fotos von dem Überfall zu machen und wird von Brian erwischt. Sie wird als Geisel genommen. Der Überfall misslingt. Kuma, Brian und Hemmingway gelingt die Flucht mit Meryll. Meryll ist fasziniert von der Geschichte, dass Kuma aus Liebe zu Jane Rache an den Dealern genommen hat.
Meryll will ihre Tante Kris darüber informieren, dass Miguel Gomez der Chef eines Drogenkartells ist. Doch Kris ist selber beteiligt an dem Geschäft und unternimmt nichts. Als die Nachricht vom Tod ihres Sohnes Fred eintrifft ändert sich ihre Meinung. Fred hatte von Miguel seit Jahren Drogen bekommen und wurde abhängig. Doch Miguel hat die Macht an sich gerissen. Alle Anteile der Firma gehören ihm.
Es gelingt ihm den Angriff auf die Farm von Kuma, Brian und Hemmingway abzuwehren. Bei den Kämpfen stirbt Kris Patterson. Miguel versucht zu fliehen. Es kommt zu einem Endkampf mit Kuma. Miguel stirbt und Kuma verschwindet mit Brian, Hemmingway und Meryll. Der Stein des Todes wird von Kuma in eine Schlucht geworfen. Der Polizist Vic ist ein enger Freund von Kuma und verfolgt sie nicht.

## Weiteres
- Brad Harris schrieb und choreografierte die Kampfszenen.
- Christian Anders und Heather Thomas wurden während des Films ein Paar.

## Kritik
„Eine Ansammlung von Klischees; das Drogenproblem dient vor allem als Hintergrund für brutale Actionszenen.“